# Leonhardkirche (Graz)

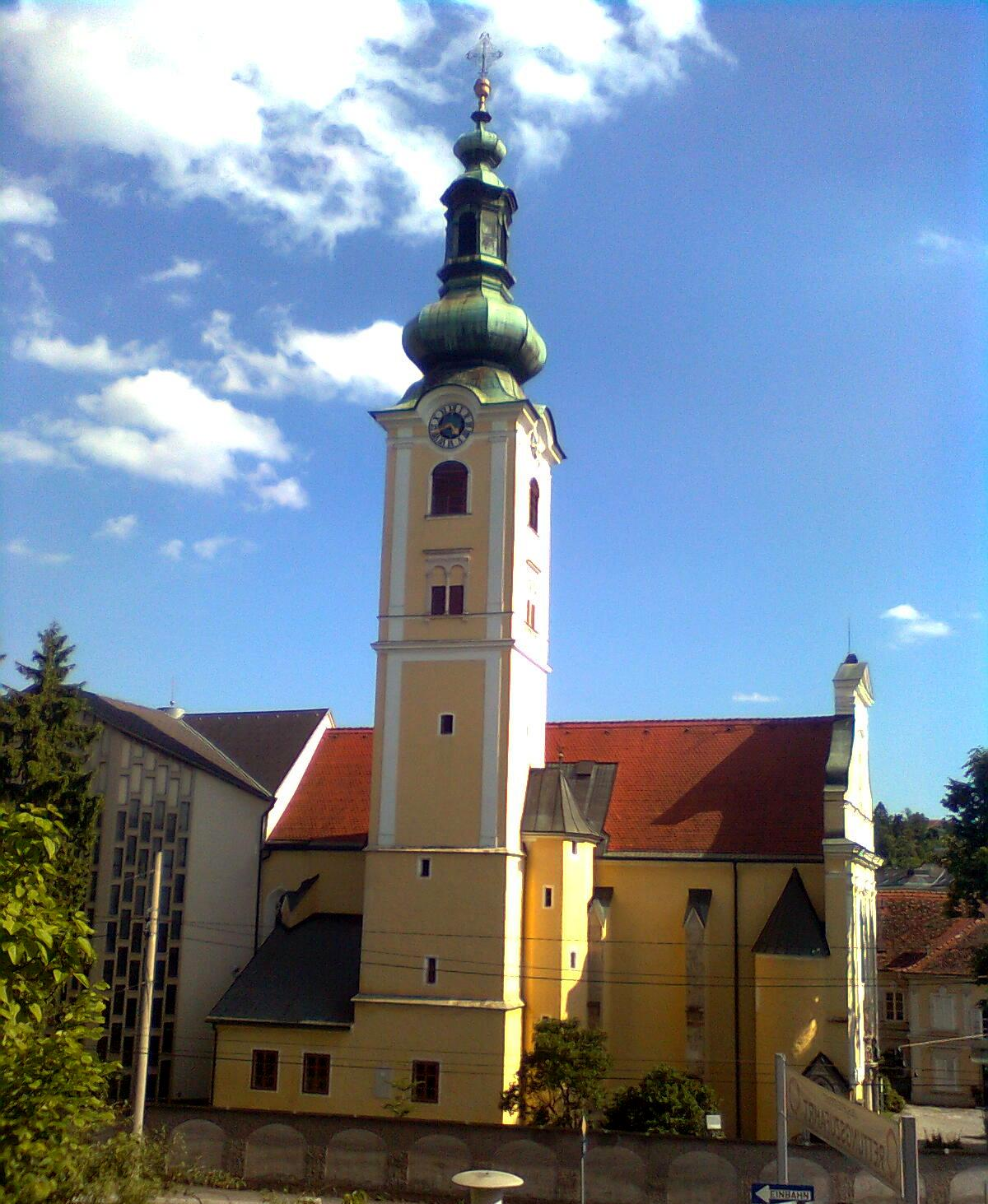
Leonhardkirche

Die römisch-katholische Leonhardkirche ist die Pfarrkirche von Graz-St. Leonhard des 2. Gemeindebezirks St. Leonhard in der österreichischen Stadt Graz. Es ist ein spätgotischer Bau mit barocker Fassade und einer rezenten Erweiterung im Osten. Die Kirche steht unter Denkmalschutz (Listeneintrag).

## Baugeschichte

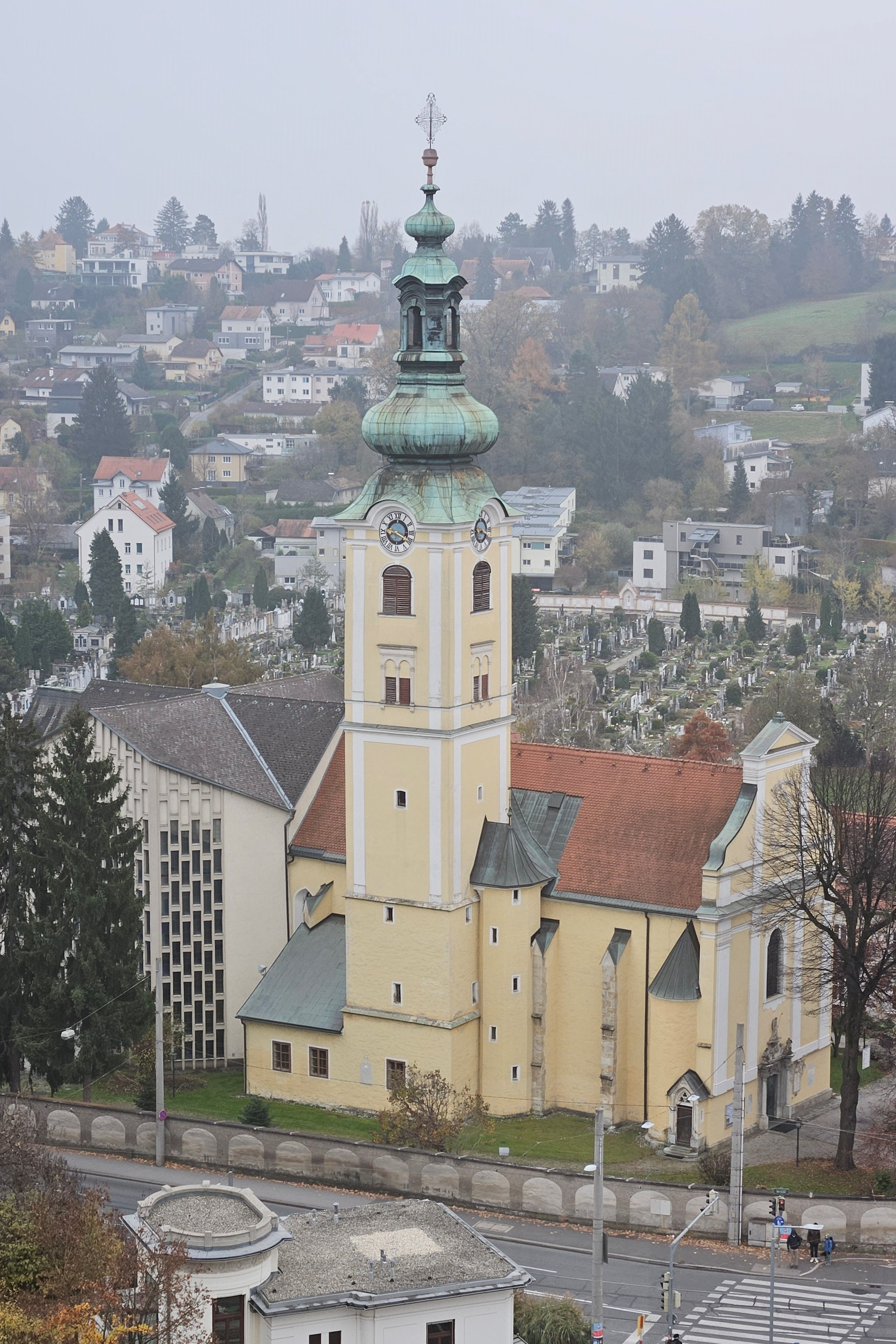
Turm der Grazer Leonhardkirche

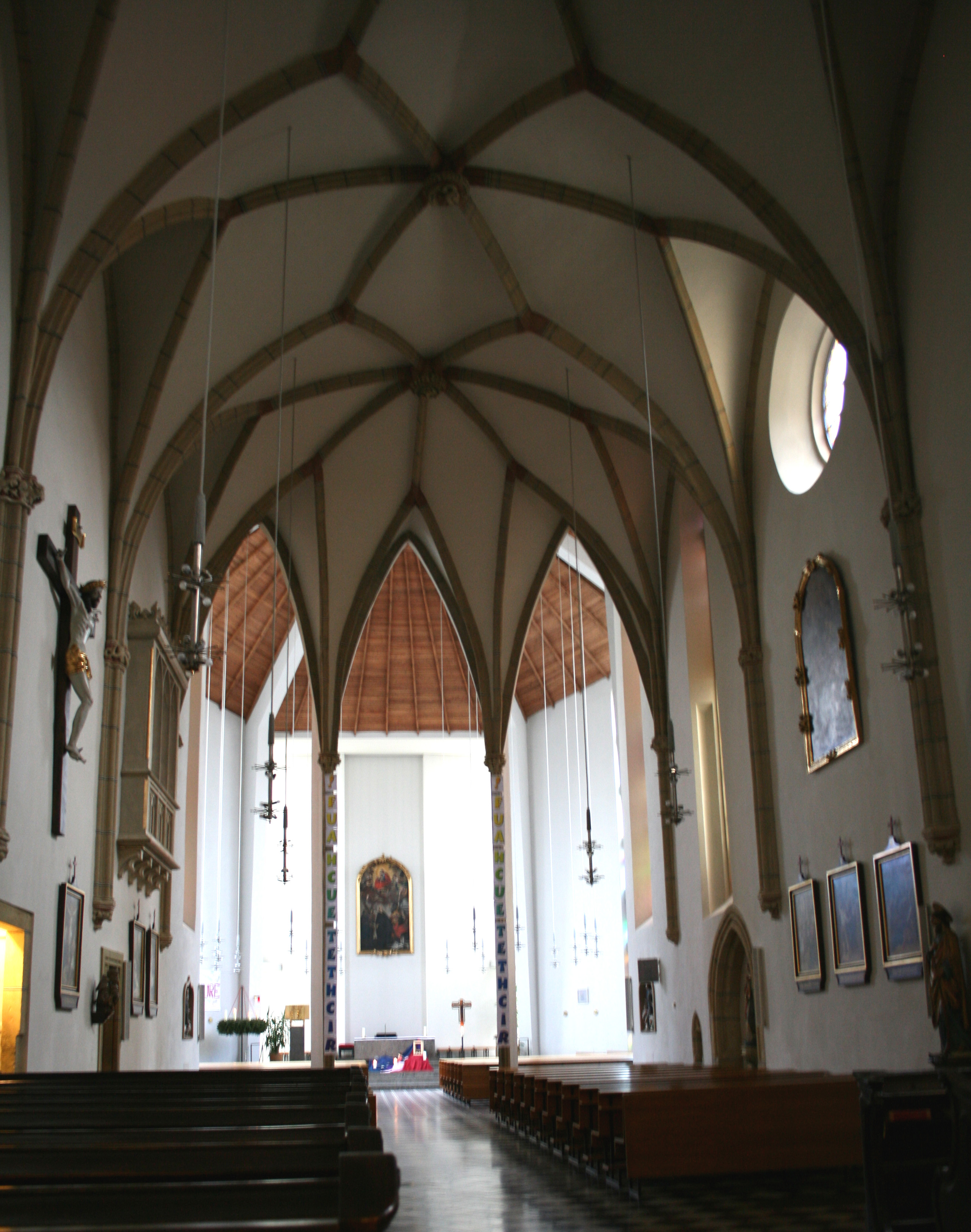
Inneres der Kirche, Blick Richtung Altar

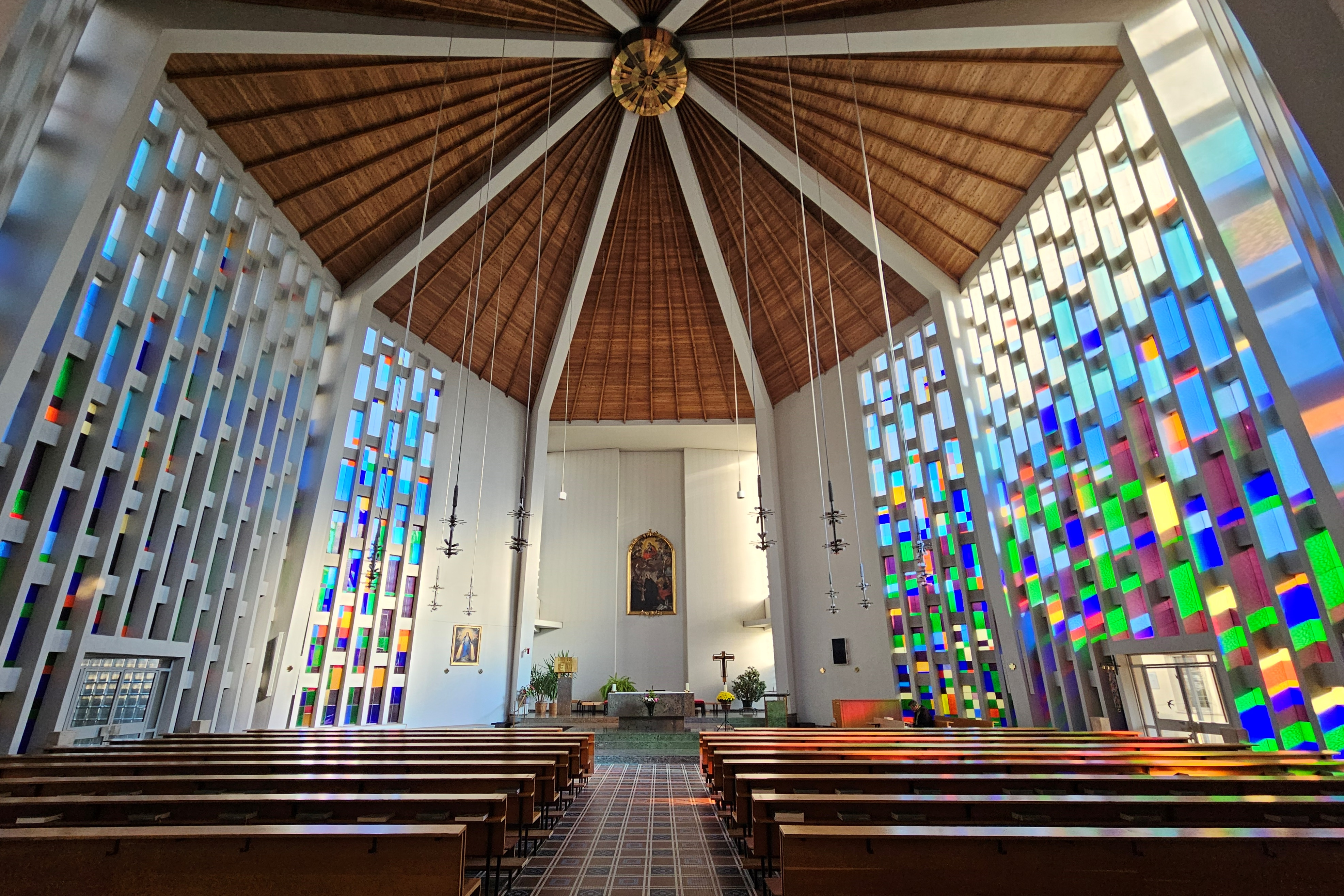
Glasfenster im modernen Anbau im Osten der Kirche

Erstmals urkundlich genannt wurde ein romanischer Vorgängerbau der heutigen Kirche im Jahr 1361 als S. Lienhart. Der Kirchenpatron Sankt Leonhard wurde vermutlich gewählt, da er unter anderem der Schutzheilige des Viehs und besonders der Pferde ist, und an der Leonhardkirche seit jeher eine wichtige, früher mit Pferdefuhrwerken befahrene Handelsstraße, die Strata hungarica, vorbeiführt.
1433 wurde der ursprüngliche Bau durch einen heute noch weitgehend erhaltenen, in der Tradition der Grazer Leechkirche stehenden Neubau ersetzt und vom Salzburger Erzbischof geweiht. Diese Leonhardkapelle war als Doppelpatrozinium sowohl dem heiligen Leonhard sowie Maria geweiht, bis im 18. Jahrhundert Leonhard der einzige Patron der Kirche wurde. Nach Türkeneinfällen in den Jahren 1480 und 1532 wurde die Kirche 1535 neu geweiht.
Von 1617 bis 1620 wurde der Kirchturm erhöht und mit einem Spitzhelm versehen, der bei einer neuerlichen Erhöhung in den Jahren 1746 und 1747 durch den bis heute erhaltenen Zwiebelhelm von Johann Georg Stengg ersetzt wurde. 1712 wurde im Südteil der Kirche eine barocke Marienkapelle über elliptischem Grundriss angebaut. Die Westfassade und das Portal der Kirche stammen aus den Jahren um 1775, das Portal mit den krönenden Sandsteinfiguren (Heiliger Leonhard und Gefangene – Leonhard ist auch Schutzpatron der Gefangenen) werden Veit Königer zugeschrieben. Bis 1818 war in der Außenmauer der Kirche eine altrömische Grabstele aus der Zeit Kaiser Trajans eingelassen, die nach dem in der Inschrift genannten L. Cantius Secundus als Cantius-Stele bezeichnet wird. Sie befindet sich heute im Lapidarium des Archäologiemuseums Schloss Eggenberg.
Im 19. Jahrhundert kam es zu einer Regotisierung der Kirche. Hochaltar (1886), zwei Seitenaltäre (1891) und eine Kanzel (1902) wurden nach Entwürfen von August Ortwein neu angefertigt. Bereits 1880 wurde überlegt, die Kirche durch einen Anbau nach Osten zu erweitern, was aber nach der Errichtung der nahe gelegenen Herz-Jesu-Kirche nicht mehr notwendig war. In den Jahren 1959 bis 1962 wurde schließlich auf Initiative von Pfarrer Leopold Haas nach Plänen von Karl Lebwohl im Osten der Kirche ein moderner Erweiterungsbau angefügt, wobei aber die gotischen Gewölbe im Chor weitgehend erhalten wurden. Der neugotische Hochaltar wurde dabei entfernt.
Durch eine neuerliche Innenrenovierung 1995 unter Pfarrer Franz Fink und Architekt Manfred Fuchsbichler konnte der zweiteilige Kirchenraum noch harmonischer gestaltet werden und wirkt nun einladend sowohl für die feiernde Gemeinde als auch für die stillen Betenden.

## Umfeld
Die Leonhardkirche befindet sich an der viel befahrenen Elisabethstraße bzw. Gleisdorfer Straße B65. Auf der anderen Straßenseite befindet sich das LKH Graz. Neben der Leonhardkirche, in der Leonhardstraße, befinden sich der Pfarrhof, das Seydler-Haus und das 1990 errichtete Pfarrzentrum, und daran anschließend das Ende des 19. Jahrhunderts in seiner heutigen Form errichtete Odilien-Blindeninstitut.
Im Süden und Osten der Kirche schließt sich der St.-Leonhard-Friedhof mit vielen bedeutenden Grabdenkmälern an. Unter den hier bestatteten Personen sind Julius von Haynau, Wilhelm von Tegetthoff, Ludwig von Benedek, Robert Hamerling, Maximilian von Rodakowski, Richard von Krafft-Ebing und Gustinus Ambrosi. Bemerkenswert ist das Mausoleum für Anton Graf Prokesch-Osten, ein von Theophil Hansen, dem Architekten des österreichischen Parlamentsgebäudes, entworfener kuppelbekrönter Bau in orientalisierenden Formen.